# Doxogenes brochias
Doxogenes brochias är en fjärilsart som beskrevs av Edward Meyrick 1905. Doxogenes brochias ingår i släktet Doxogenes och familjen Lecithoceridae. Inga underarter finns listade i Catalogue of Life.